# 熊倉純子
熊倉 純子（くまくら すみこ、1958年 - ）は、東京芸術大学大学院国際芸術創造研究科教授・研究科長。日本文化政策学会学会長。専攻はアートマネージメント、文化環境、芸術運営。

## 略歴
- 愛知県名古屋市生まれ。
- 社団法人企業メセナ協議会勤務を経て、2002年より東京芸術大学音楽学部音楽環境創造科准教授、2006年より東京芸術大学大学院音楽研究科（音楽文化学芸術環境創造研究分野）准教授。2010年より同教授。2016年より新設された大学院国際芸術創造研究科教授に就任。
- アーティスト・イン・レジデンスやアウトリーチ活動、アートNPOなど、「人」が主役のアートマネジメントを研究する一方、全国各地で講座・講演活動を続ける。
- トヨタ・アートマネジメント講座運営委員、「ドキュメント2000プロジェクト」実行委員、山口情報芸術センター開館プレイベント事業「山口アートマネジメント隊」コーディネーター、東京都芸術文化評議会文化都市政策部会委員、文化庁文化審議会文化政策部会委員などを歴任。
- 東京藝術大学音楽環境創造科の活動の一環で、取手アートプロジェクトのインターン制度、TAP塾（2004-2006）の塾長を務めた。東京都・東京都歴史文化財団・足立区等との共催事業「アートアクセスあだち　音まち千住の縁」などでアートマネジメントの専門人材を育成する。

## 学歴
- 慶應義塾大学文学部文学科仏文学専攻
- 慶應義塾大学文学部哲学科美学美術史学専攻
- パリ第10大学
- パリ第1大学
- 慶應義塾大学大学院文学研究科哲学専攻美学・美術史学修士課程修了

## 職歴
- 1992-2002年 社団法人企業メセナ協議会
- 2002年- 東京芸術大学音楽学部音楽環境創造科准教授
- 2006年- 東京芸術大学大学院音楽研究科准教授
- 2010年- 東京芸術大学音楽学部音楽環境創造科・大学院音楽研究科教授
- 2016年- 東京芸術大学大学院国際芸術創造研究科教授

## 主な著作

### 監修
- 『日本型アートプロジェクトの歴史と現在 1990年→2012年』（公益財団法人東京都歴史文化財団 東京文化発信プロジェクト室、2012年）
- 『アートプロジェクト　芸術と共創する社会』（水曜社、2014年）

### 共著
- 『「地元」の文化力―地域の未来のつくりかた』（河出書房新社、2014年）
- 『An Overview of Art Projects in Japan: A Society That Co-Creates with Art』(Arts Council Tokyo, 2015)

### 共編著
- 『社会とアートのえんむすび1996-2000　つなぎ手たちの実践』（ドキュメント2000プロジェクト実行委員会、トランスアート刊、2001年）
- 『「日本型アートプロジェクトの歴史と現在 1990年→2012年」補遺』（アーツカウンシル東京(公益財団法人東京都歴史文化財団)、2015年）

### 共監修
- （森司）『取手アートプロジェクト2005 オープンスタジオ 記録集「はらっぱ経由で、逢いましょう。」』（取手アートプロジェクト実行委員会, 2006年）
- （森司）『取手アートプロジェクト2006 一人前のいたずら――仕掛けられた取手』（取手アートプロジェクト実行委員会, 2007年）※DVD付き